# 本多政長 (郡山藩主)
本多 政長（ほんだ まさなが）は、江戸時代前期の大名。大和国郡山藩第2代藩主。忠勝系本多家宗家5代。
播磨姫路藩主本多政朝の長男。正室は土佐藩主山内忠豊の娘・フウ。官位は従五位下、市正、転じて中務大輔。本多中務大輔家直系で、本多忠勝の曾孫にあたる。

## 生涯
父・政朝が病没した時点でわずか6歳であり、このため「幼君に家督を継がせてはならぬ」という本多家の家訓により、従兄の政勝が本多宗家の家督を継いだ。
承応2年（1653年）、一族の郡山新田藩主本多勝行（政勝の長男）が世嗣断絶になると、その遺領4万石のうち3万石を大和国内で併せて相続した。残り1万石は弟の政信が相続した。
そもそも郡山藩は政長が襲封するのが筋であったが、前述のように幼少という理由で政勝が襲封していた。政朝は政長が成長した後は政長に藩主を譲るように、との遺言を残していたが、政勝は実子の政利に郡山を襲封させようと画策した。これが後のお家騒動につながる。
寛文11年（1671年）に政勝が死ぬと、政利は即座に幕府大老の酒井忠清に裏工作し、相続に関する幕府の裁定が下った。郡山15万石は政長の9万石と政利の6万石に分割相続され、政長は襲封前に所有していた新田3万石と合わせ計12万石となった（九・六騒動）。
延宝7年（1679年）夏、15万石全てを相続できなかったことを恨みに思った政利によって毒殺されたとされる。政長の後は養嗣子の忠国が襲封した。

## 墓所・霊廟
- 兵庫県姫路市の圓教寺に本多家廟屋があり、政長の廟所は貞享2年（1685年）に建立された[1]。

## 系譜
父母
- 本多政朝（父）

正室
- フウ - 山内忠豊の娘

養子
- 本多忠国 - 松平頼元の次男